# Pülfringen
Pülfringen ist ein Ortsteil der Gemeinde Königheim im Main-Tauber-Kreis in Baden-Württemberg.

## Geographie

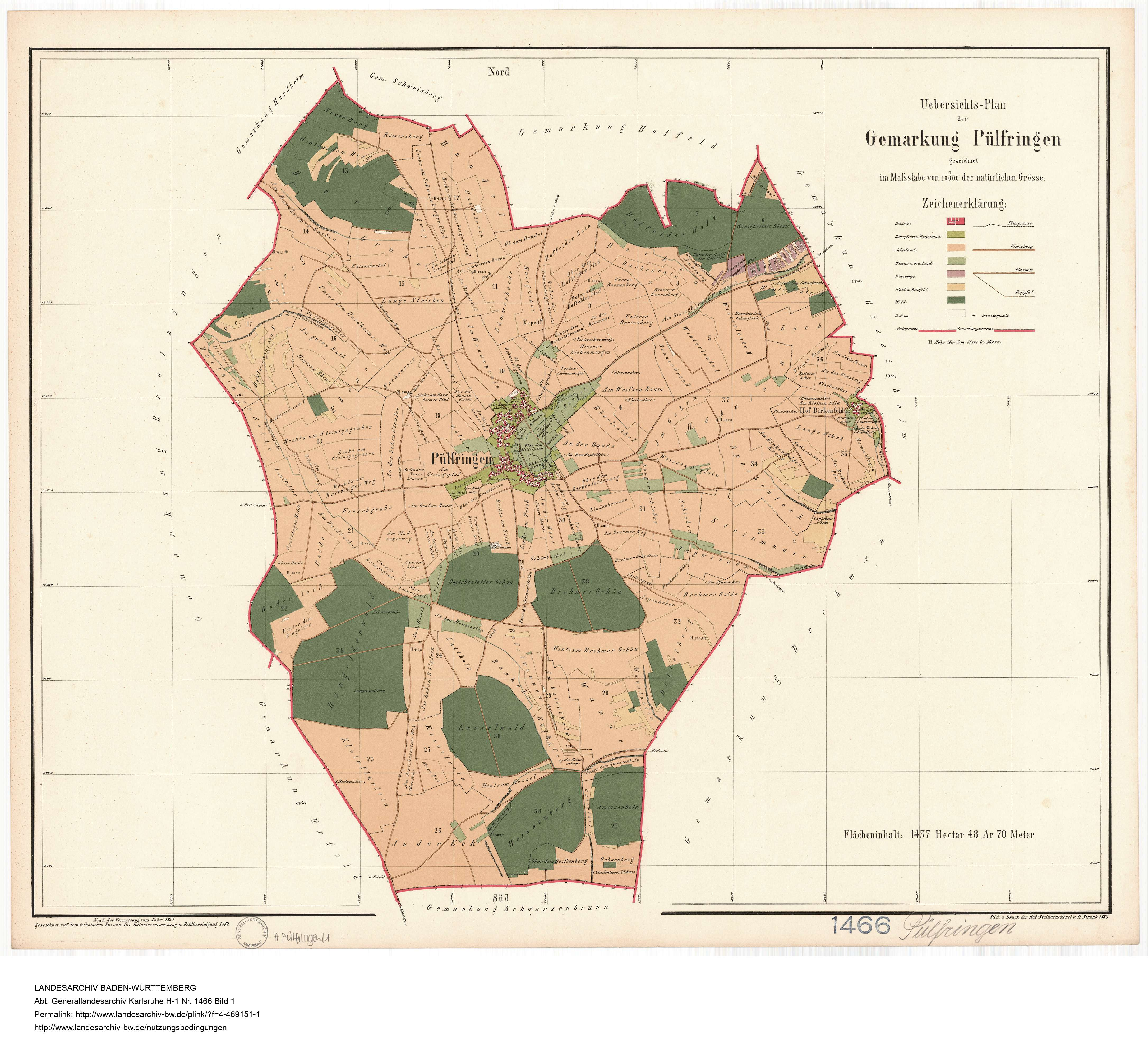
Gemarkung von Pülfringen, 1883

Zur ehemaligen Gemeinde Pülfringen gehören das Dorf Pülfringen (⊙), die Haid-Siedlung (⊙) und die Weiler Hof Birkenfeld (⊙) und Hoffeld (⊙).

## Geschichte
Bereits 788 wurde Pülfringen im Lorscher Codex erstmals urkundlich erwähnt. Es ist damit der älteste der heutigen Teilorte. Ab etwa 1050 unterstand es dem Ortsadel der Ritter von Bilversheim bzw. Pülfringen, über die es an das Hochstift Würzburg kam. Eine bemerkenswerte Karriere für dieses Ministerialengeschlecht gelang Heinrich I. von Bilversheim durch die Wahl zum Bischof von Bamberg (1242–1257). Von 1287 bis 1597 unterstand Pülfringen den Grafen von Wertheim und fiel danach an Würzburg zurück. Im Rahmen der Säkularisation kam der Ort 1803 an das Fürstentum Leiningen und schließlich 1806 an das Großherzogtum Baden. Am 31. Dezember 1973 wurde er in die Gemeinde Königheim eingegliedert.

## Kultur und Sehenswürdigkeiten

### Kulturdenkmale

#### Pfarrkirche St. Kilian
In der Ortsmitte steht die römisch-katholische Pfarrkirche St. Kilian von 1846. Im Kirchhof befindet sich eine Lourdesgrotte.

#### Kreuzweg
Im Friedhof befindet sich ein Kreuzweg aus dem Jahr 1888.

### Korbfest
Das sogenannte „Korbfest“ ist ein seit 2017 jährlich stattfindendes Dorffest in Pülfringen. Das zu Ehren des Korbes stattfindende Fest, welcher eine lange Tradition in diesem Teil Baden-Württembergs besitzt, wurde von einer Gruppe junger Pülfringerinnen ins Leben gerufen.

## Wirtschaft und Infrastruktur

### Solarpark Pülfringen
Im Januar 2020 wurden Pläne für die Photovoltaik-Freiflächenanlage „Solarpark Pülfringen“ mit einer Leistung von zirka zehn Megawatt-Peak (MWp) vorgestellt. Der Solarpark solle auf einer rund zwölf Hektar großen Fläche südlich des Brehmer Gäu entstehen. Das Areal sei von bebauten Flächen aus nicht einsehbar.